# Воган, Эрнест, 4-й граф Лисбёрн
Эрнест Огастес Воган, 4-й граф Лисбёрн (англ. Ernest Augustus Vaughan, 4th Earl of Lisburne; 30 октября 1800 — 8 ноября 1873) — английский пэр, землевладелец и консервативный политик. Он носил титул учтивости — виконт Воган с 1820 по 1831 год.

## Происхождение и карьера
Родился 30 октября 1800 года. Второй сын Джона Вогана, 3-го графа Лисбёрна (1769—1831), и его жены, достопочтенной Люси Кортни (1770—1822), пятой дочери Уильяма Кортни, 2-го виконта Кортни.
18 мая 1831 года после смерти своего отца Эрнест Воган унаследовал титулы 4-го графа Лисбёрна, 7-го виконта Лисбёрна и 7-го барона Фетарда. Поскольку все эти титулы входили в систему Пэрства Ирландии, они не давали ему права на место в Палате лордов Великобритании. Однако он имел право, подтвержденное в августе 1831 года, голосовать за пэров-представителей Ирландии.
Лорд Лисбёрн считался ведущей фигурой в Консервативной партии в графстве Кардиганшир. В 1851 году он служил главным шерифом графства Кардиганшир. В 1854—1859 годах он заседал в Палате общин Великобритании от Кардиганшира.

## Дальнейшая жизнь
Лорд Лисбёрн сосредоточил большую часть своего внимания на улучшении поместья Кроссвуд. Большие участки земли в долине Иствит были преобразованы в леса, а он также построил домашнюю ферму в Кроссвуде. Стадо герефордского скота в поместье считалось одним из лучших в Уэльсе, а он также проявлял личный интерес к содержанию своего стада в Шропшир-Даунс . Лорд Лисбёрн принимал участие в восстановлении нескольких церквей в этом районе, а также построил ряд школ.
Здоровье Лисберна ухудшилось в 1872 году, и он провел ту зиму и следующую весну в Торки. По-видимому, в лучшем состоянии здоровья он вернулся в Кроссвуд на лето, но осенью снова заболел и умер в начале ноября.

## Семья
Граф Лисбёрн был дважды женат. 27 августа 1835 года он женился первым браком на Мэри Палк (ок. 1799 — 23 июля 1851), второй дочери сэра Лоуренса Палка, 2-го баронета, и леди Элизабет Воган. У супругов было четверо детей:
- Эрнест Огастес Малет Воган, 5-й граф Лисбёрн (26 июня 1836 — 31 марта 1888), старший сын и преемник отца. Он был женат с 1858 года на Гертруде Лауре, третьей дочери Эдвина Бернаби из Баргрейва, Лестершир[2].
- Достопочтенный Уильям Шафто Воган (1839 — 27 января 1853)
- Леди Элизабет Малет Воган (? — 12 ноября 1921), в 1860 году она вышла замуж за Инглиса Джонса из Дерри Ормонда, Лампетер[2].
- Достопочтенный Эдвард Кортни Воган (23 октября 1841 — 3 октября 1876).

5 апреля 1853 года он женился вторым браком на Элизабет Августе Гарриет Митчелл (? — 13 декабря 1883), дочери полковника Хью Генри Митчелла и леди Харриетт Изабеллы Сомерсет. У супругов была одна дочь:
- Леди Гертруда Дороти Гарриет Аделаида Воган (1855 — 8 сентября 1869).